# 奧爾溫 (愛荷華州)
奧爾溫（英語：Oelwein）是一個位於美國愛荷華州費耶特縣的城市。

## 地理
奧爾溫的座標為42°40′37″N 91°54′57″W / 42.67694°N 91.91583°W，而該地的平均海拔高度為319米（即1047英尺）。

## 人口
根據2010年美國人口普查的數據，奧爾溫的面積為12.59平方千米，當中陸地面積為12.46平方千米，而水域面積為0.13平方千米。當地共有人口6413人，而人口密度為每平方千米509人。